# 盆地省 (剛果共和國)
盆地省（法語：Cuvette），是剛果共和國中部的一個省份，首府奧旺多，北臨桑加省、東北面是利夸拉省、東接剛果民主共和國、南毗高原省、西接加蓬共和國，面積41,800平方公里，下分9縣和1市，2007年人口156,044。
1. ↑  . hdi.globaldatalab.org.   [2018-09-13] （英语）.